# Маленькое Рождество
Маленькое Рождество (ирл. Nollaig na mBan) — традиционное в Ирландии название праздника 6 января, который в остальном мире известен как праздник Богоявления. Некоторые считают, что дата праздника относится к старому юлианскому календарю, по которому в этот день празднуется Рождество, тогда как по григорианскому календарю оно выпадает на 25 декабря. Из-за неточности юлианского календаря(каждые 128 лет календарь прибавляется один день) к 1900 году смещение составило 13 дней от более точного григорианского календаря, а с 2100 года смещение будет 14 дней и тд)в некоторых восточных церквях остался юлианский календарь(хотя государства в которых они находятся в XX веке перешли на григорианский календарь)  стали праздновать Рождество 6 января по григорианскому стилю( хотя по юлианскому так и осталось  25 декабря , западные — 25 декабря по новому стилю.  Ирландия вместе с Англией перешла на григорианский календарь  только в 1752 году, когда разница между григорианским и юлианским составляла  уже 11 дней. Принятие нового григорианского календаря встречало сопротивление во многих странах , часть ирландцев продолжали  праздновать Рождество  и по старому юлианскому стилю 6 января, иногда это Рождество называют также 12 ночь.  Это традиционное окончание рождественского сезона, и до 2013 года это был последний день рождественских каникул в начальных и средних школах Ирландии.
В Шотландском высокогорье Маленьким Рождеством (гэльск. Nollaig Bheag) называется Новый год, также известный как Là Challuinn или Là na Bliadhna Ùire, тогда как Богоявление называется Là Féill НАН Rìgh, «праздник волхвов». Трансальпийские редемпористы, которые живут на острове Папа-Стронсей, празднуют «Маленькое Рождество» в двадцать пятый день каждого месяца (за исключением декабря, когда в двадцать пятый день отмечается Рождество).
В некоторых частях Англии, например, в Ланкашире, этот день также известен как Маленькое Рождество. На острове Мэн Новый год 1 января раньше назывался на мэнском языке Laa Nolick beg или Маленький день Рождества, тогда как 6 января было известно как Старый день Рождества. Название Маленькое Рождество также встречается и в других языках: словенском (mali Božič), галисийском (Nadalinho) и украинском.
В Скандинавии, где основные празднования Рождества приходятся на сочельник, вечер 23 декабря известен как Маленький Рождественский сочельник (дат. lillejuleaften). В Норвегии и Швеции Маленьким Рождеством (норв. Tyvendedagen, швед. Tjugondedag) называют 13 января, когда после Рождества проходит ровно двадцать дней и нужно снять все украшения с рождественских елок и съесть оставшуюся с праздника еду.
В некоторых испаноговорящих уголках мира Рождество — строго религиозный праздник, а подарками обмениваются на праздник Богоявления, когда мудрецы (волхвы) принесли подарки: золото, ладан и смирну младенцу Иисусу. По преданиям, их звали Гаспар, Мельхиор и Бальтазар. Обычай благословения домов на Богоявление появился благодаря тому, что праздник знаменует день, когда три волхва посетили дом Иисуса, Марии и Иосифа. Двенадцать рождественских дней начинаются на Рождество (25 декабря) и заканчиваются 5 января, в канун традиционной даты Богоявления.
В других уголках мира праздник иногда называется Старым Рождеством или Старым днём Рождества, по тем же причинам, что и в Ирландии.

## Женское Рождество
Маленькое Рождество также называют Женским Рождеством (ирл: Nollaig na mBan) и иногда Женским Маленьким Рождеством. Традиция по-прежнему сохраняется в графствах Корк и Керри. Она получила такое название потому, что в этот день ирландские мужчины берут на себя домашние обязанности. Большинство женщин устраивают вечеринки или гуляют на улицах, чтобы отпраздновать этот день со своими друзьями, сёстрами, матерями и тётушками. В эту ночь бары и рестораны обслуживают в основном женщин. Дети часто покупают подарки для своих матерей и бабушек.
В Ирландии и Пуэрто-Рико в этот день традиционно убирают ёлку и украшения. Данных об этой традиции не так много, в одной статье The Irish Times (за январь 1998), озаглавленной В женский день Рождества, описывается происхождение и дух самого праздника.

## Танцы сетами
«Маленьким Рождеством» также называется фигура в ирландских танцах сетами. Фигура выполняется половиной сета, четырьмя танцорами, которые кладут руки на талию партнёра, а вся фигура продолжает движение по часовой стрелке, как правило, восемь кругов.